# Stenocopia setosa
Stenocopia setosa is een eenoogkreeftjessoort uit de familie van de Ameiridae. De wetenschappelijke naam van de soort werd in 1907voor het eerst geldig gepubliceerd door Georg Ossian Sars.